# 察纳-埃尔斯特
察纳-埃尔斯特（德語：Zahna-Elster，發音：[ˈtsaːna ˈʔɛlstɐ]）是德国萨克森-安哈尔特州维滕贝格县的城市，面积148.58平方千米，2023年12月31日人口为9,044人。